# Berlin-Marathon 1996
| 23. Berlin-Marathon    | 23. Berlin-Marathon          |
| ---------------------- | ---------------------------- |
| Stadt                  | Berlin, Deutschland          |
| Datum                  | 29. September 1996           |
| Distanz                | 42,195 Kilometer             |
| Sieger                 |                              |
| Männer                 | Abel Antón (2:09:15 h)       |
| Frauen                 | Colleen De Reuck (2:26:35 h) |
| ← Berlin-Marathon 1995 | Berlin-Marathon 1997 →       |
| Website                | Offizielle Website           |

Der Berlin-Marathon 1996 war die 23. Ausgabe der jährlich stattfindenden Laufveranstaltung in Berlin, Deutschland. Der Marathon fand am 29. September 1996 statt.
Bei den Männern gewann Abel Antón in 2:09:15 h, bei den Frauen Colleen De Reuck in 2:26:35 h.

## Ergebnisse

### Männer
| Platz | Athlet               | Land       | Zeit (h) |
| ----- | -------------------- | ---------- | -------- |
| 01    | Abel Antón           | Spanien    | 2:09:15  |
| 02    | Francis Robert Naali | Tansania   | 2:09:33  |
| 03    | Sammy Lelei          | Kenia      | 2:09:49  |
| 04    | Gilbert Rutto        | Kenia      | 2:10:01  |
| 05    | Martin Ndivheni      | Südafrika  | 2:10:18  |
| 06    | Samson Maritim       | Kenia      | 2:11:19  |
| 07    | Paul Yego            | Kenia      | 2:11:22  |
| 08    | Osmiro Silva         | Brasilien  | 2:11:59  |
| 09    | Philippe Remond      | Frankreich | 2:12:05  |
| 10    | Eder Fialho          | Brasilien  | 2:13:01  |

### Frauen
| Platz | Athletin         | Land        | Zeit (h) |
| ----- | ---------------- | ----------- | -------- |
| 01    | Colleen De Reuck | Südafrika   | 2:26:35  |
| 02    | Renata Kokowska  | Polen       | 2:27:41  |
| 03    | Marleen Renders  | Belgien     | 2:27:42  |
| 04    | Claudia Lokar    | Deutschland | 2:28:17  |
| 05    | Judit Nagy       | Ungarn      | 2:28:50  |
| 06    | Iris Biba        | Deutschland | 2:29:08  |
| 07    | Anita Håkenstad  | Norwegen    | 2:30:08  |
| 08    | Rosa Oliveira    | Portugal    | 2:31:05  |
| 09    | Kirsi Mattila    | Finnland    | 2:31:54  |
| 10    | Marina Belyayeva | Russland    | 2:34:19  |